# California Proposition 8
     90%–100% 
     80%–90% 
     70%–80% 
     60%–70% 
     50%–60% 
     90%–100% 
     80%–90% 
     70%–80% 
     60%–70% 
     50%–60% 

Risultati per contea:
Sì
90%–100%
80%–90%
70%–80%
60%–70%
50%–60%
No
90%–100%
80%–90%
70%–80%
60%–70%
50%–60%

Proposition 8 (in italiano: Proposizione 8) è il nome dato al referendum tenutosi in California il 4 novembre 2008 in cui si chiedeva l'abolizione del diritto al matrimonio tra persone dello stesso sesso, introdotto da una sentenza della Corte Suprema della California del 15 maggio 2008.
La proposizione chiedeva inoltre di inserire un emendamento nella costituzione della California per affermare che lo Stato riconosce come valido solo il matrimonio tra un uomo e una donna.
Al referendum il 52,24% degli aventi diritto ha votato a favore della proposizione, provocando così l'abolizione di fatto del diritto di matrimonio per le coppie dello stesso sesso e limitando l'accesso al matrimonio solo a coppie formate da un uomo e una donna, con decorrenza dal 5 novembre 2008.
In seguito all'approvazione della Proposition 8 è stato presentato un nuovo ricorso alla Corte Suprema della California perché l'iniziativa fosse dichiarata costituzionalmente illegittima. Secondo le organizzazioni a favore del matrimonio egualitario infatti il diritto di sposarsi è inalienabile ed essenzialmente appartenente ad ogni essere umano, e in quanto tale non può essere messo ai voti né annullato da un referendum. Il 26 maggio 2009 la Corte ha però respinto il ricorso poiché l'emendamento era parte integrante della costituzione californiana; non erano quindi più validi i principi usati dalla stessa Corte nella sentenza "In re Marriage Cases", con i quali il tribunale supremo aveva aperto il matrimonio anche alle coppie dello stesso sesso.
Poiché le corti statali non avevano più giurisdizione in materia, le battaglie legali si sono trasferite nei tribunali federali. E nell'agosto del 2010 la Corte distrettuale di San Francisco ha bocciato la proposizione ritenendola «discriminatoria» e contraria ai principi sanciti dal Quattordicesimo Emendamento della Costituzione degli Stati Uniti. L'amministrazione statale accettò subito la sentenza, ma la Corte d'Appello per il Nono Circuito intervenne sospendendo il giudizio del tribunale distrettuale.
La Corte d'Appello, il 7 febbraio 2012, espresse il suo giudizio sulla Proposition 8 riaffermando il giudizio del tribunale distrettuale, in un voto 2-1. L'opinione di maggioranza infatti ha ritenuto che il popolo della California non poteva limitare i diritti di una minoranza attraverso un emendamento costituzionale poiché ciò andava in contrasto con la costituzione federale. La decisione è stata comunque sospesa ed eseguito un ultimo ricorso, stavolta alla Corte Suprema degli Stati Uniti.
L'intera vicenda si è quindi conclusa il 26 giugno 2013, quando la Corte Suprema ha respinto il ricorso presentato affermando che né la Corte stessa né la Corte d'Appello avevano giurisdizione in materia. Pertanto il giudizio tornò al tribunale distrettuale, che lo riaffermò, aprendo definitivamente il matrimonio tra persone dello stesso sesso nello stato della California.